# Barbitistes obtusus
Barbitistes obtusus is een rechtvleugelig insect uit de familie sabelsprinkhanen (Tettigoniidae). De wetenschappelijke naam van deze soort is voor het eerst geldig gepubliceerd in 1881 door Targioni-Tozzetti.
1. ↑  (en) Barbitistes obtusus op de IUCN Red List of Threatened Species.